# Regurgitalite
I rigurgitaliti sono resti fossili del contenuto dello stomaco rigurgitati da un organismo vivente ed in seguito fossilizzatisi.

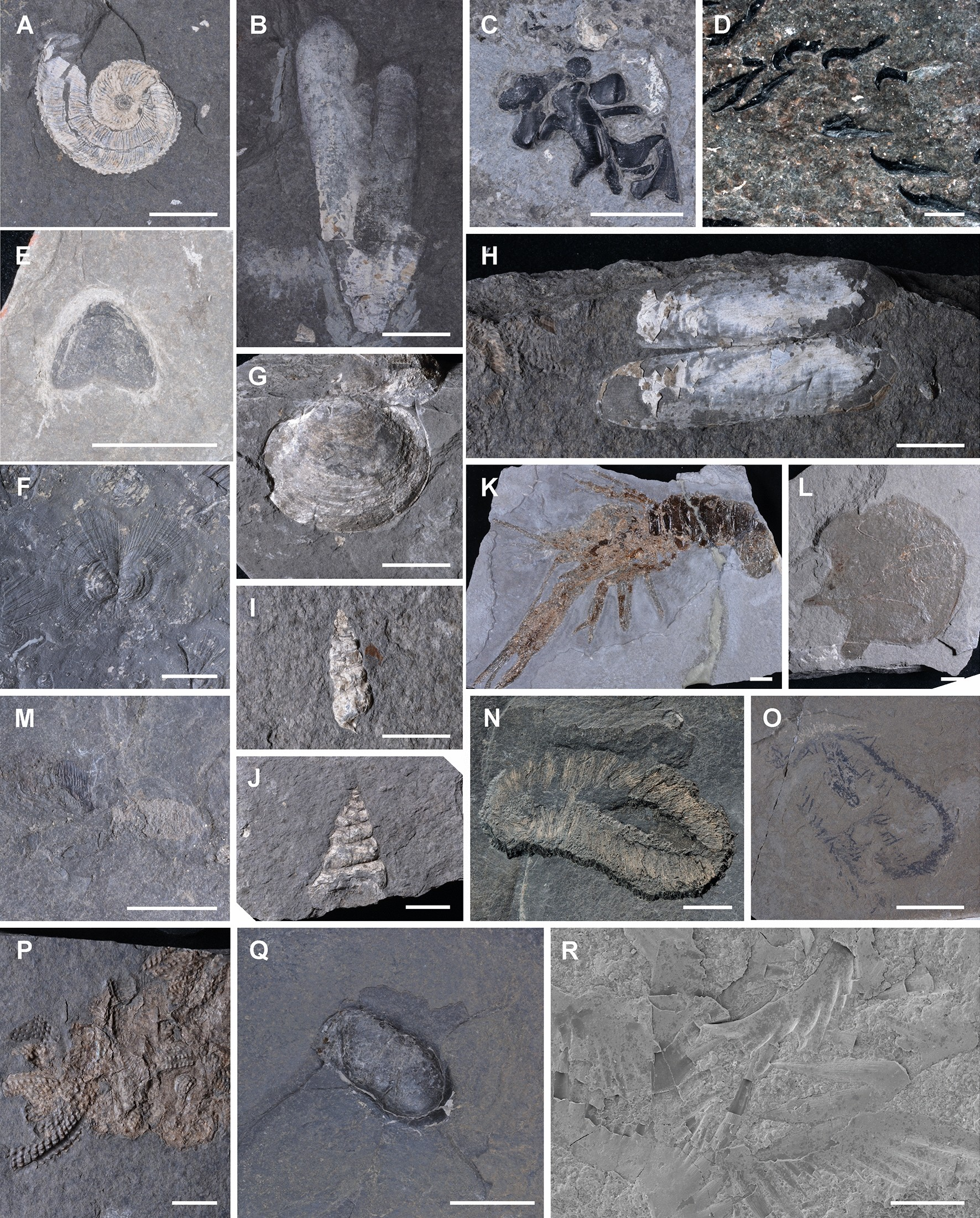
Immagine "P": regurgitalite intero, contenente resti di ammonite frammentata, di Austrotrachyceras minor

Essi rientrano tra le bromaliti, ovvero le tracce fossili di materiali provenienti dall'apparato digerente, e più in generale negli icnofossili, ovvero i reperti fossili di una forma di attività biologica ancestrale di cui non si è conservato l'organismo che lo ha prodotto. Possono essere utili per identificare un icnotaxon.

## Origine del termine
Tra i primi ad occuparsi dei contenuti regurgitati si ricordano gli archeologi Götzinger e Becker, che nel 1932 utilizzavano il termine tedesco Speiballen per definire delle formazioni sferiche di regurgito. Alcuni decenni dopo, nel 1963, gli archeologi Zangerl e Richardson, e similmente anche l'archeologo irlandese R. A. Stewart Macalister, distinguono le prede regurgitate, appena all'inizio della digestione, dai residui gastrici, che hanno subito buona parte del processo di digestione. Questi termini sono tuttavia oggi in disuso.
Il termine oggi in uso, regurgitalite (dall'inglese regurgitalite o regurgitalith), venne proposto da Adrian P. Hunt nel 1992, in consonanza con gli altri tipi di bromaliti.

## Analisi
I rigurgitaliti possono fornire informazioni utili sulla dieta dell'organismo, al pari della borra per l'analisi della dieta di un uccello vivente, sebbene sia invece difficile ricondurre il fossile all'organismo che lo ha generato, in assenza di altre informazioni.
Il rigurgitalite, quando sono riconoscibili i resti di uno o più prede rigettate, si distingue dal fossile di un singolo individuo morto sul terreno perché può presentare un accumulo concentrato di ossa e resti di diversi individui ed eventualmente di specie diverse, che normalmente non sarebbero concentrati in un solo luogo e quindi non sono da confondere con ossa fossili di uno stesso individuo.
Risulta difficile distinguere un regurgitalite anche rispetto ad un coprolite, sono indice che si tratti di un coprolite la scarsità di incisioni gastriche, la conservazione delle fibre muscolari e l'assenza di una matrice fosfatica.